# San Leonardo (Nova Ecija)
San Leonardo é um município de  primeira classe de renda municipal (d) na província Nova Ecija, nas Filipinas. De acordo com o censo de 1 de maio  de  2020 possui uma população de 68 536 pessoas e 17 243 domicílios.